# أميرسيه
بَلْدَة أَمِّيرسِيّه (بالأَلمانِيَّة: Gemeindefreies Ammersee) هي بَلدَة أَلمانِيَّة حُرَّة في مِنطَقَة مُوهلدُورف أَم إِن التَّابِعة لِمُحافظة باڤارِيا العُليَا في وِلاَية باڤارِيا في جُمهُوريَّة أَلمَانيَا الاِتّحاديّة بمِساحة تُقَدَّر بحَوالَي 47 كم2.

## أعلام
- فيرونيكا فيتز

## مَراجع
1. ↑  GeoNames (بالإنجليزية), 2005, QID:Q830106
2. ↑  GeoNames (بالإنجليزية), 2005, QID:Q830106